# Florencio Repollés Julve
Florencio Repollés Julve (Casp, 4 de juny de 1931 - Casp, 8 de març de 1986) va ser un advocat i polític aragonès.

## Infància i formació
Va viure una infància difícil a causa de la Guerra civil espanyola i de la postguerra, quan la seva família es veié obligada a traslladar-se a Girona, mentre el seu pare va passar quatre anys exiliat a França i la seva mare fou empresonada a Torrero durant mesos. Recuperada la normalitat familiar, inicià els estudis de batxillerat i es llicencià més tard en Dret, carrera que va exercir en la seva ciutat natal.
La seva defensa dels interessos del Baix Aragó el va portar a liderar el moviment contra la instal·lació de centrals nuclears a Sástago, Escatrón i Casp, del qual va néixer DEIBA, l'associació per a la Defensa dels Interessos del Baix Aragó. Coautor de El Bajo Aragón expoliado (1976), com a advocat es va fer càrrec, entre altres casos contra les grans empreses elèctriques i monopolis, de l'interdicte contra la construcció de la presa de Mequinensa. En les eleccions municipals de 1979, s'incorpora com a independent a les llistes del PSOE, sent triat regidor i diputat provincial. Reelegit regidor el 1983, es fa càrrec de la presidència de la Diputació Provincial de Saragossa, càrrec que ocuparà fins al 1986. També es fa càrrec de la presidència del partit a Aragó. Després del cessament de Ramón Sáinz de Varanda com a president, entra a formar part de l'executiva de la Federació Espanyola de Municipis i Províncies.